# Къркуд
 Тази статия е за града в Мисури, САЩ.  За селището в Калифорния вижте Къркуд (Калифорния).  
Къркуд (на английски: Kirkwood) е град в централната част на Съединените американски щати, част от окръг Сейнт Луис на щата Мисури. Населението му е около 28 000 души (2010).
Разположен е на 201 метра надморска височина в Големите равнини, на 14 километра северозападно от десния бряг на река Мисисипи и на 16 километра югозападно от центъра на град Сейнт Луис. Селището е създадено през 1850 година (инкорпорирано през 1865 година) като първото жилищно предградие на Сейнт Луис, изградено с цел разпръскване на населението на града след тежък пожар и няколко епидемии от холера, като получава името на Джеймс Къркуд, построил железопътната му връзка с града.